# Tevito
Tevito era la mascota oficial de Televisión Nacional de Chile (TVN), la televisión pública chilena, durante el gobierno de Salvador Allende que duró hasta 1973. Se trata de un perro de dibujos animados que fue creado por el ilustrador y animador Carlos González.

## Historia
En 1970, la entonces recién creada Televisión Nacional de Chile realizó un concurso público para el diseño de la imagen corporativa. Entre las seis candidaturas participantes se impuso la opción de Carlos González, estudiante de Bellas Artes, quien había diseñado un perro con lentes al que llamaría «Tevito». Debutó en las pantallas en 1971, y en junio del año siguiente formó parte de una campaña de recaudación de fondos para fines benéficos mediante la venta de pósteres con su imagen.
Tevito era un perro de dibujos animados diseñado para la continuidad corporativa de TVN, así como la promoción de sus programas. Por esta razón se diseñó una mascota versátil, con elementos del folclore chileno (como la trutruca y la cumbia) y variados disfraces. En el video de inicio de emisiones, su aparición más célebre, aparece caracterizado como un chinchinero bailando el tema Charagua, compuesto por Víctor Jara e interpretado por Inti-Illimani.
Después del golpe de Estado de 1973, la dictadura militar elimina de TVN cualquier elemento que recordara a la administración Allende, lo que incluía a la mascota. Casi todas las animaciones de Tevito fueron destruidas y la mascota fue removida por considerarse un símbolo del gobierno derrocado. Carlos González siguió trabajando en TVN y diseñó una nueva mascota, el «Conejito TV» en 1979, con la voz del desaparecido locutor Patricio Varela, que no era otra cosa que el diseño de Tevito adaptado a un conejo.

### Apariciones posteriores
En el contexto del retorno a la democracia en 1990, un antiguo empleado del departamento de animaciones de TVN, Domingo Ulloa, entregó a González y a la hemeroteca chilena varios originales de Tevito que pudo salvar tras el golpe de Estado.
En julio de 2009, Televisión Nacional recuperó a Tevito para su programa de 40.º aniversario, El menú de Tevito, en el que se recordaban momentos históricos del canal. El espacio fue renombrado Menú, historias a la carta en 2014 y se transmitió hasta mediados de 2015.